# Йонг, Джордж
Сэр Джордж Йонг, 5-й баронет (Янг)(англ. Sir George Yonge, 5th Baronet; 1731, Колитон, Девон — 25 сентября 1812 или 12 сентября 1812, Ричмонд-апон-Темс, Большой Лондон) — британский политик, военный администратор и колониальный губернатор, известный своей службой в качестве Государственного секретаря по вопросам войны и губернатора Капской колонии. 

## Биография

### Происхождение и образование
Джордж Йонг родился в 1731 году и был сыном сэра Уильяма Йонга, 4-го баронета и его второй супруги Энн Говард.
Он получил образование в Итонском колледже и затем в Оксфордском университете. 

### Карьера
В 1754 году после смерти отца он унаследовал титул баронета и начал свою политическую карьеру. Йонг начал свою политическую деятельность как член парламента от Хонитона (англ. Honiton (UK Parliament constituency)) в 1754 году, который он представлял в течение многих лет и оставался депутатом до 1796 года. В Министерстве обороны занимал должность Государственного секретаря по вопросам войны (1782—1783, 1784—1794).  
С июля 1794 по февраль 1799 года занимал должность Мастера монетного двора. В 1799 году сэр Джордж Йонг был назначен губернатором Капской колонии — важного британского владения в Южной Африке.  Согласно статьи о нём в «Национальном биографическом словаре» «его правление было отмечено отсутствием такта и рассудительности». Он поссорился с генералом Фрэнсисом Дандасом, повышал налоги и передал управление колонией своим помощникам. Много жалоб доходило до Генри Дандаса и в январе 1801 года Юнгу пришло письмо о передаче своих полномочий Фрэнсису Дандасу.
Скончался 25 сентября 1812 года в возрасте 81 года в Хэмптон-Корте и титул баронета угас.

## Семья
Джордж Йонг был женат на Энн Крауч (англ. Anne Crouch), однако этот брак был бездетным.